# Agrostophyllinae
Agrostophyllinae es una  subtribu de la tribu Vandeae dentro de la familia de las orquídeas.

## Géneros
- Adrorhizon
- Agrostophyllum
- Earina
- Sirhookera